# Attilaea abalak
Attilaea  es un género monotípico de plantas de la familia de las anacardiáceas. Su única especie: Attilaea abalak E.Martínez & Ramos, es originaria de México.

## Taxonomía
Attilaea abalak fue descrita por E.Martínez y publicado en Acta Botanica Hungarica 49(3–4): 354–356, f. 1, en el año 2007.